# Titkok otthona
A Titkok otthona (The Gates) 2010-es amerikai természetfeletti, bűnügyi dráma-sorozat. Az első epizódot 2010. június 20-án sugározták a ABC. A sorozat a kevés néző miatt csak 13 részt élt meg, nem rendelték be 2. évadra.

## Szereplők
| Szereplő        | Színész         |
| --------------- | --------------- |
| Nick Monohan    | Frank Grillo    |
| Sarah Monohan   | Marisol Nichols |
| Charlie Monohan | Travis Caldwell |
| Dana Monohan    | McKaley Miller  |
| Dylan Radcliff  | Luke Mably      |
| Claire Radcliff | Rhona Mitra     |
| Devon Buckley   | Chandra West    |
| Dr. Peg Mueller | Victoria Platt  |
| Andie Bates     | Skyler Samuels  |
| Brett Crezki    | Colton Haynes   |
| Marcus Jordan   | Justin Miles    |
| Leigh Turner    | Janina Gavankar |
| Lukas Ford      | James Preston   |

## Tartalom
Egy kellemes lakóparkban Portában élnek szereplőink. A Portát magas falak veszik körül és saját rendőrségi felügyelete is van. Mindennap kamerák figyelik az embereket, akik nem szeretnék, ha saját otthonukba bárki is bemenne. Amint új rendőrfőnök érkezett a városba minden megváltozott. A rendőrfőnök viszont nem sejtette, hogy természetfeletti lények között van és mindegyik lénynek sötét titkai vannak.

## Epizódok
| #   | Cím                                        | Rendező         | Író                               | Premier                                | Nézettség   |
| --- | ------------------------------------------ | --------------- | --------------------------------- | -------------------------------------- | ----------- |
| 1.  | Jó szomszédság (Pilot)                     | Terry McDonough | Richard Hatem, Grant Scharbo      | 2010. június 20. 2015. január 8.       | 4,64 millió |
| 2.  | Hazugságok hálójában (What Lies Beneath)   | David Barrett   | Grant Scharbo                     | 2010. június 27. 2015. január 15.      | 3,19 millió |
| 3.  | Birtokháborítás (Breach)                   | Terry McDonough | Richard Hatem                     | 2010. július 11. 2015. január 22.      | 3,25 millió |
| 4.  | A bennünk lakó szörny (The Monster Within) | Paul A. Edwards | Gabrielle Stanton                 | 2010. július 18. 2015. január 29.      | 2,97 millió |
| 5.  | Következmények (Repercussions)             | David Solomon   | Scott Nimerfro                    | 2010. július 25. 2015. február 5.      | 2,89 millió |
| 6.  | Fennhatóság (Jurisdiction)                 | David Grossman  | Jared Romero                      | 2010. augusztus 1. 2015. február 12.   | 2,83 millió |
| 7.  | A dolgok mélyére (Digging the Dirt)        | Fred Gerber     | Robert Hewitt Wolfe               | 2010. augusztus 8. 2015. február 19.   | 2,62 millió |
| 8.  | Ember embernek farkasa (Dog Eat Dog)       | David Barrett   | Gabrielle Stanton                 | 2010. augusztus 15. 2015. február 26.  | 2,59 millió |
| 9.  | Identitásválság (Identity Crisis)          | Steve Miner     | Scott Nimerfro                    | 2010. augusztus 22. 2015. március 5.   | 2,82 millió |
| 10. | Elveszett kislány (Little Girl Lost)       | Steve Shill     | Robert Hewitt Wolfe               | 2010. szeptember 5. 2015. március 12.  | 2,68 millió |
| 11. | Temetetlen múlt (Surfacing)                | Holly Dale      | Grant Scharbo                     | 2010. szeptember 12. 2015. március 19. | 2,09 millió |
| 12. | Rossz hold kél (Bad Moon Rising)           | Arthur Albert   | Richard Hatem & Jared Romero      | 2010. szeptember 19. 2015. március 26. | 2,78 millió |
| 13. | Költözés (Moving Day)                      | Fred Gerber     | Grant Scharbo & Gabrielle Stanton | 2010. szeptember 19. 2015. április 2.  | 2,84 millió |

## Amerikai Nilsen mérések
| 1 | Vasárnap 10:00 | 2010. június 20. | 2010. szeptember 19. | 2010. | N/A | 2.92 |